# 天の声解散
天の声解散（てんのこえかいさん）は、1955年1月24日の衆議院解散の俗称。

## 経緯
吉田茂の後を受けて内閣総理大臣となった鳩山一郎は、日本民主党だけでは衆議院で過半数に足りなかったため、1954年12月9日の首班指名選挙では左右両社会党の支持をもって首班指名を受けた。その際の見返りとして、鳩山は左右社会党に対して早期解散の約束をしていた。
翌1955年1月24日、衆議院本会議では政府三演説に対する代表質問が行われていた。社会党の長正路議員の質問に対し、まず鳩山・一万田尚登蔵相が答弁。次に石橋湛山通産相が登壇して答弁を始めた。その時、松永東衆議院議長が突然「石橋湛山君、石橋湛山君……」と石橋の言葉をさえぎり、「石橋湛山通商産業大臣、しばらくお待ち下さい」と言葉を続けると、議場内は騒然となった。そして松永が「ただいま内閣総理大臣から詔書が発せられた旨伝えられましたから、これを朗読いたします」と告げると、解散を今や遅しと待ちわびていた与党民主党と左右両社会党の議員たちの興奮は頂点に達した。松永は「日本国憲法第7条により、衆議院を解散する。御名御璽。」と朗読。 この瞬間、議場内は拍手と「万歳! 万歳!」の掛け声がこだました。
後刻、新聞記者に「なぜこの日に」とたずねられた鳩山は、淡々と「天の声を聞いたからです。」と答えて記者たちをうならせた。鳩山民主党はその後の第27回総選挙でも単独過半数を制することができず、少数与党にとどまったが、この解散・総選挙を通じて巻き起こった「鳩山ブーム」は鳩山に政権浮揚に必要な「人気」を与えて余りあるものをもたらすことになった。
この解散以降、2012年11月16日に民主党所属の野田佳彦・内閣総理大臣が衆議院を解散（近いうち解散）するまで、自由民主党以外の政党に所属する内閣総理大臣による衆議院解散は長きにわたって行われなかった。